# Александар Гец
Александар Гец (Београд, 3. март 1928 — Београд, 12. април 2008) је био српски кошаркаш и прва велика звезда КК Црвена звезда.

## Биографија
Александар Гец је цео свој животни век провео у Београду где је и завршио своје школовање, ишао је у Трећу мушку гимназију.

## Спортска биографија

### Црвена звезда
Александар Гец је почео да игра кошарку за први тим Црвене звезде 1945. године, практично од њеног оснивања. Са Црвеном звездом је освојио осам титула државног првака у низу од 1945, која је била и уједно прва звездина титула, па све до 1953. године. Играо је на првом послератном клупском првенству државе 1946. године, када је на седам утакмица постигао 45 поена и био трећи стрелац прве Звездине шампионске екипе. Пету шампионску титулу освојио је 1950. године, када је на 18 утакмица постигао 130 поена (7,2 по мечу) и био други стрелац екипе. У шампионату 1952. године бележио је 8,5 поена по утакмици (110 поена у 13 мечева). О каквом се играчу радило најбоље описује меч против Пролетера у Зрењанину 1952. године. Четири секунде пре краја утакмице, резултат је био нерешен, Гец је преузео одговорност и погодио шут са пола терена, али је настала гужва код записничког стола, па су судије одлучиле да пониште кош и поново досуде лопту Звезди. Гец је поново са истог места погодио за победу. После три меча у шампионату Југославије 1953. године, на којима је бележио 11,7 поена, до тада највише у каријери, осећао се веома лоше, а установљено му је тешко обољење левог плућног крила, због чега је завршио играчку каријеру са само 25 година, а тек је требало да досегне највеће висине као кошаркаш.
Дрес Црвене звезде је носио 98 пута.

### Репрезентација
За репрезентацију Југославије је одиграо 66 утакмица и постигао 349 кошева. Учествовао је на првом светском шампионату у кошарци, 1950. - Буенос Ајрес, у Аргентина где је репрезентација освојила десето место. Такође је био учесник на два Балканска првенства 1946. и 1948. године и европског првенства 1947. године у Прагу, Чехословачка где је репрезентација освојила 13. место.
Од репрезентације се опростио 1953. на европском првенству у Москви, Совјетски Савез, где је репрезентација освојила шесто место.

### Тренерска каријера
После престанка са активним играњем кошарке Гец се прво опробао као тренер а касније је био и председник КК Црвена звезда. За време његовог мандата звезда је освојила титуле државног првака Југославије 1958. и 1959. године и три купа Југославије.
За Александра Геца, Небојша Поповић је изјавио:
„Александар Гец је био прави феномен тог доба, потпуно сам сигуран да би и свих година касније, па и сада, био кошаркаш европске класе. Феноменалан техничар, није постојало оно што није могао да уради са лоптом. Био је у игри невероватно духовит. Играо је на виц и унео је револуцију у кошарку“

### Функционер
Касније је био председник Црвене звезде у време генерације Цветковића, Симоновића, Славнића, Капичића и Вучинића, када су освојене две титуле, три Купа и Куп победника купова 1974. године. После једног вечитог дербија који је припао Партизану, навијачи црно-белих претукли су малобројне Звездине фанове пред очима полиције која није интервенисала. Гец је захтевао да се упути протестно писмо Славку Зечевићу, директору тима из Хумске, који је уједно био и на функцији министра унутрашњих послова владе Србије. Сарадници су од страха одбили, а Гец је поднео неопозиву оставку и више никада није отишао на кошаркашку утакмицу.
Преминуо је 12. априла 2008. у Београду и сахрањен 15. априла на Новом гробљу.